# Vero Boqueteová
Verónica „Vero“ Boqueteová (* 9. dubna 1987 Santiago de Compostela, Galicie, Španělsko) je španělská fotbalistka, která hraje jako útočník nebo záložník za Fiorentinu v nejvyšší italské ženské soutěži Serii A. Byla mezinárodní reprezentantkou španělského týmu, jehož se stala kapitánkou. Stejně jako v rodném Španělsku hrála v profesionálních klubech v USA, v Rusku, ve Švédsku, v Německu, v Číně, v Itálii a ve Francii.
Od února 2015 je vyslankyní UEFA pro rozvoj ženského fotbalu a od roku 2017 je součástí charitativní iniciativy komunity fotbalistů Common Goal vedené španělským fotbalistou Juanem Matou. Tato celosvětová iniciativa bojuje za opětovné sociální začlenění dětí prostřednictvím prostředků získaných z darů ve výši 1 % platů fotbalistů a trenérů.